# ホールフード

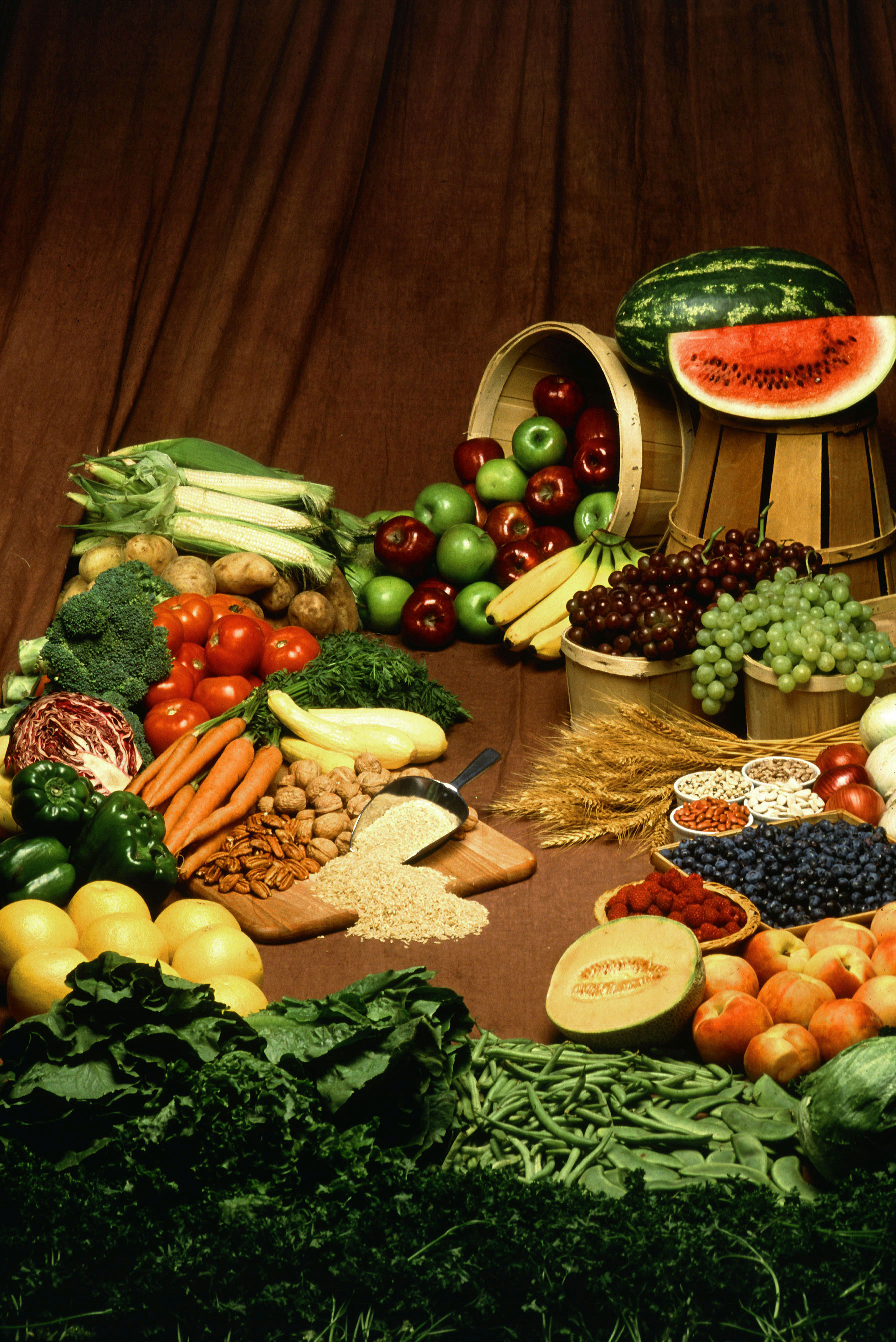
ホールフードの例

ホールフード（英語: whole food） は、食べられる前の加工や精製（砂糖など）を行わないか、可能な限り抑えた植物性食品のことである。ホールフードの例として、全粒穀物、芋、豆果、 果実、野菜などが挙げられる。転じて、「自然食品」という意味で用いられることもある。 
ダイエット業界ではこの語の用例について、特に動物性食品の取り扱いに関して変化が生じている。「ホールフードダイエット」という語は、「植物性食品主体ダイエット」という意味と同義となり、植物性食品を主体としながらも、動物性食品や脂肪、塩などの元々はホールフードに含まれていない食品を合わせたダイエット法を示すようになっている。 
脱工業化社会におけるこの用語の初出は1946年のことであり、それは有機農業のパイオニアで作家のフランク・ニューマン・ターナーが自身の農場で編集出版していた季刊誌の『ザ・ファーマー (The Farmer)』でのことであった。この雑誌は、ニューマン・ターナーを社長に、デレック・ランダル (Derek Randal) を副社長としたプロデューサー・コンシューマー・ヲール・フード・ソサエティ株式会社（生産者消費者ホールフード協会株式会社、Producer Consumer Whole Food Society Ltd）を後援していた。 